# Coke's Hartenbeest
Coke's Hartenbeest (Alcelaphus buselaphus cokei), een ondersoort van het Hartenbeest, wordt ook wel "kongoni" of "kongoni hartenbeest" genoemd. Ook de naam "Coke's Hartebeest" wordt veel gebruikt. Deze antilope is, samen met de topi, inheems voor Tanzania. Daarnaast leeft deze soort ook nog in Kenia.
Het dier kan een schofthoogte van 1,40 m bereiken en is moeilijk te verwarren met andere gazellen wegens de opvallende aflopende rug. Ook de geringde hoorns zijn een opvallend kenmerk. Deze komen vlak bij elkaar uit de kop en splitsen dan in een V-vorm. De uiteinden ervan zijn dan weer naar binnen gebogen. Hartebeesten zijn lichtbruin van kleur maar met een donker gekleurd voorhoofd. Ze leven in groepen van ongeveer een 40-tal dieren. Vaak zijn ze te zien in gezelschap van gnoes en zebra's. Ze kunnen lang zonder water.